# Брусенцов, Николай Петрович
Никола́й Петро́вич Брусенцо́в (7 февраля 1925 — 4 декабря 2014) — советский и российский учёный в области информатики и вычислительной техники, инженер-радиотехник, специалист по архитектуре и устройству электронно-вычислительных машин. Кандидат технических наук (1965). 
Основные труды по применению троичного симметричного кода и троичной логике. Создатель троичной ЭВМ «Сетунь», являющейся первой отечественной ЭВМ на безламповых элементах.
Лауреат премии Совета министров СССР (1982). Заслуженный работник высшей школы Российской Федерации (2001). Заслуженный научный сотрудник МГУ (1997).

## Биография

### Детство и юность
Родился 7 февраля 1925 года в городе Каменское (в 1936—2016 годах — Днепродзержинск) Екатеринославского округа Украинской ССР (ныне город Днепропетровской области Украины) в семье рабочего. Русский. Учился в средней школе № 23. В школьные годы серьёзно увлекался музыкой: был неплохим горнистом, играл на балалайке и домре в школьном оркестре, дирижировал школьным хором, сочинял песни. В 1941 году окончил 8 класс. Планировал учиться дальше, но началась война. 
После первых бомбёжек города семью Брусенцовых вместе с другими работниками коксо-химического завода эвакуировали в Оренбургскую область. Николай работал учеником столяра на строительстве Орско-Халиловского металлургического комбината, одновременно учился в девятом классе вечерней школы города Новотроицка.
Летом 1942 года поступил в Киевскую консерваторию, эвакуированную в Свердловск, на факультет народных инструментов, но проучился недолго. 10 февраля 1943 года Свердловским ГВК Брусенцов был призван в ряды Рабоче-крестьянской Красной армии.

### Участие в Великой Отечественной войне
После прохождения медицинской комиссии Брусенцова направили на полугодичные курсы радистов при Свердловской радиошколе. По их окончании в звании младшего сержанта он был направлен в Киреевку Тульской области, где на переформировании находилась 154-я стрелковая дивизия. Младшего сержанта Брусенцова назначили радиотелеграфистом взвода управления 1-го дивизиона 571-го артиллерийского полка. 
В сражениях Великой Отечественной войны младший сержант Н. П. Брусенцов участвовал с октября 1943 года. Боевое крещение принял в боях юго-западнее Невеля Смоленской области, где дивизии пришлось сражаться в полуокружении. Зимой 1944 года участвовал в неудачном наступлении на Витебск, который немцы превратили в «Festungen» (город-крепость). В одном из боёв ему под ноги упала мина, но не разорвалась. Летом 1944 года во время операции «Багратион» участвовал в освобождении Белоруссии и Прибалтики. В боях с 26 по 30 июня 1944 года непрерывно находился на передовом наблюдательном пункте и под непрерывным артиллерийским и ружейно-пулемётным огнём противника передавал по радио команды на батарею дивизиона. Благодаря самоотверженной работе радиотелеграфиста артиллеристы смогли подавить огонь нескольких пулемётов и расчистить путь пехоте. Младший сержант Н. П. Брусенцов был награждён медалью «За отвагу».
С января 1945 года Брусенцов сражался в Восточной Пруссии. В бою за населённый пункт Штольценберг (ныне урочище на территории Багратионовского района Калининградской области к юго-западу от посёлка Корнево) 1 марта 1945 года во время контратаки пехоты и танков противника была потеряна связь с огневыми позициями. Радиотелеграфист взвода управления 3-го дивизиона младший сержант Брусенцов за короткое время сумел восстановить связь, благодаря чему контратака была отбита с большими потерями для противника. За этот бой Брусенцов был награждён орденом Красной Звезды. Боевой путь он завершил в конце апреля 1945 года юго-западнее Кёнигсберга. Примечательно, что весь боевой путь Брусенцов прошёл с рацией 13-Р конструкции В. Б. Пестрякова, даже не предполагая, что через несколько лет Пестряков станет одним из его учителей.

### После войны
В декабре 1945 года Н. П. Брусенцов был демобилизован. Вернувшись в Днепродзержинск, он устроился чертёжником-конструктором в конструкторское бюро коксо-химического  завода. Однако инженерного образования не хватало. Его первый самостоятельный проект — подъёмный кран для обогатительной башни — оказался неудачным. «Проём, в котором его требовалось установить, в действительности оказался меньшим, чем показанный на предоставленном мне чертеже башни. Но выяснилось это лишь когда поднятая на немалую высоту тяжеловесная конструкция на место не стала. Монтажники, естественно, обложили меня матом, и урок этот я запомнил навсегда: никакой документации «слепо» верить нельзя», — вспоминал Брусенцов в одном из интервью.
Летом 1946 года отчима Брусенцова перевели на работу в город Калинин, куда он вскоре перевёз семью. Брусенцов продолжил обучение в музыкальной школе и десятом классе школы рабочей молодёжи, которую окончил с отличием в 1947 году. Выбирать между карьерой музыканта и инженера Брусенцову не пришлось. Как оказалось, абсолютным слухом и другими музыкальными способностями он не обладал, а вот радиотехнику на фронте он освоил достаточно хорошо. Поэтому по совету друга в августе 1947 года он поехал в Москву поступать на радиотехнический факультет Московского энергетического института. Приём в вуз к этому времени уже закончился, но фронтовика, награждённого боевыми наградами, приняли. 
Во время учёбы на первом курсе Брусенцов заболел туберкулёзом, из-за чего его едва не отчислили из института. Поправив здоровье, он быстро наверстал упущенное и стал одним из лучших студентов радиофака. Вместе с Брусенцовым учился будущий создатель суперкомпьютеров М. А. Карцев. Среди его учителей были выдающиеся учёные и конструкторы В. А. Котельников, С. И. Евтянов, Ю. Б. Кобзарев, Г. З. Айзенберг, В. Б. Пестряков. На последнем курсе МЭИ Брусенцов составил таблицы дифракции электромагнитных волн на эллиптическом цилиндре. Результаты были опубликованы в Вестнике Московского университета в 1954 году и получили известность как «таблицы Брусенцова». В МЭИ, как и во многих других вузах того времени, была военная кафедра. По завершении обучения Брусенцову было присвоено офицерское звание. В отставку он вышел в звании инженер-капитана.
В 1953 году, по окончании МЭИ, Н. П. Брусенцов  по распределению был направлен на работу в специальное конструкторское бюро Московского государственного университета.

### Работа в Московском государственном университете
Н. П. Брусенцов работал в МГУ более 60 лет: инженер СКБ МГУ (1953—1956), заведующий отделом электроники вычислительного центра МГУ (1956—1962), заведующий проблемной лабораторией ЭВМ (1962—1990), заведующий научно-исследовательской лабораторией ЭВМ (1990—2012), ведущий научный сотрудник (с 2005) и заведующий лабораторией троичной информатики (2012―2014).
«Сетунь»
По воспоминаниям Брусенцова, к моменту его прихода в МГУ конструкторское бюро находилось в стадии становления, и его разработки носили случайный характер. Брусенцову на первое время поручили разработать новый ламповый усилитель. С работой он успешно справился, но других перспективных проектов в КБ на тот момент не было. Брусенцов даже стал думать о том, чтобы сменить работу. Но в это время МГУ начал переговоры с лабораторией И. С. Брука о передаче университету ЭВМ М-2, и Брусенцова в том же 1953 году направили в ЭНИН осваивать машину. Однако передача М-2 не состоялась, и по инициативе заведующего кафедрой вычислительной математики С. Л. Соболева в МГУ в начале 1956 года началась работа по созданию собственной электронно-вычислительной машины, которая была бы недорога, малогабаритна и пригодна для институтских лабораторий. Был организован ряд семинаров, на которых Брусенцов выступал с докладами. Идеи молодого учёного понравились Соболеву, и он добился его перевода на механико-математический факультет и поручил разработку новой ЭВМ. Он же организовал для Брусенцова стажировку в секретной лаборатории Л. И. Гутенмахера, где в то время шла разработка двоичной ЭВМ на магнитных носителях. 
По мнению Брусенцова ЭВМ Гутенмахера имела ряд серьёзных недостатков, которые можно было устранить, используя троичную систему счисления. После окончания стажировки на основе двоичного ферритодиодного элемента Гутенмахера он разработал троичный сумматор, который устранял недостатки двоичной ЭВМ и показал высокую надёжность. Тем не менее, первоначально этот вариант рассматривался как альтернативный. Но чем дальше продвигалась разработка ЭВМ, тем отчётливее становились преимущества троичной схемотехники. Она позволяла создать очень простые и надёжные элементы, уменьшала их число в машине в семь раз по сравнению с элементами, используемыми Гутенмахером. Существенно сокращались требования к мощности источников питания, к отбраковке сердечников и диодов, и, главное, появилась возможность использовать натуральное кодирование чисел вместо применения прямого, обратного и дополнительного кода чисел. 
Решение Брусенцова создавать троичную ЭВМ было одобрено Соболевым, и к концу 1958 года был собран опытный образец принципиально новой машины, получившей название «Сетунь», по имени протекавшей рядом реки. Однако при организации серийного производства ЭВМ разработчики столкнулись с бюрократическими проблемами. На состоявшейся осенью 1959 года Коллегии Государственного комитета радиоэлектроники представители Госплана СССР и Высшего совета народного хозяйства высказались против запуска «Сетуни» в серию и за закрытие проекта. Среди активных противников троичной ЭВМ был В. В. Александров, один из разработчиков двоичной электронно-вычислительной машины «Стрела». Вопрос решался на уровне ЦК КПСС. На межведомственных испытаниях в апреле 1960 года «Сетунь» Брусенцова показала 95% полезного времени при среднем показателе для отечественных ЭВМ 60%. Постановлением Совета министров СССР промышленный выпуск ЭВМ «Сетунь» был поручен Казанскому заводу математических машин. Первый серийный образец троичной ЭВМ демонстрировался на Выставке достижений народного хозяйства. 9 апреля 1962 года за разработку троичных схем, блоков управления и арифметики вычислительной машины «Сетунь» Н. П. Брусенцов был награждён Большой золотой медалью ВДНХ СССР.
Благодаря своей уникальной архитектуре, простоте использования и рационально выстроенной системе программирования ЭВМ «Сетунь» оказалась эффективным средством решения задач в научно-исследовательском моделировании, конструкторских расчётах, оптимизации управления производственной деятельности, компьютерном обучении, составлении прогнозов погоды.
«Сетунь-70»
После принятия решения о серийном выпуске «Сетуни» Брусенцов активно участвовал в организации её промышленного производства и в сопровождении пользователей: разрабатывал инструкции и программные средства, консультировал операторов, проводил семинары. Это позволило ему собрать большой массив данных о работе ЭВМ. Результатом стала успешная защита в 1965 году диссертации на соискание учёной степени кандидата технических наук на тему «Опыт разработки троичной вычислительной машины с логическими элементами типа быстродействующих магнитных усилителей». Накопленный опыт позволил Брусенцову разработать архитектуру нового троичного миникомпьютера «Сетунь-70».
Техническое задание на новую ЭВМ было утверждено в 1968 году. Машина должна была стать производственным подарком МГУ к 100-летию В. И. Ленина, поэтому её создание планировалось завершить к апрелю 1970 года. Времени у Брусенцова было мало, а программист Е. А. Жоголев, разработавший базовое программное обеспечение для ЭВМ «Сетунь», был занят в другом проекте. Помог Брусенцову программист из команды Жоголева Хосе Рамиль Альварес. Новый миникомпьютер был реализован в двухстековой архитектуре. Алгоритм его функционирования был записан на «Алголе-60». Главными особенностями ЭВМ, получившей название «Сетунь-70», стали троичная симметричная система представления данных и программ, трёхзначная логика в пороговой реализации на электромагнитных элементах с однопроводной передачей сигналов, страничная двухуровневая организация памяти, послоговое кодирование программ, управление ходом программы в духе структурированного процедурного программирования. Ещё одной важной особенностью «Сетуни-70» была её совместимость с двоичной ЭВМ.
АСО «Наставник»
К апрелю 1970 года опытный образец «Сетуни-70» был готов, но он так и остался единственным экземпляром. В 1970 году новым начальником вычислительного центра МГУ был назначен В. В. Воеводин, который считал, что МГУ — не место для разработки вычислительных машин. Административным приказом Брусенцову было запрещено заниматься разработкой компьютеров. Это заставило учёного переориентировать деятельность лаборатории на применение ЭВМ для обучения студентов. Изучив результаты тестирования в США обучающих компьютерных программ PLATO IV и TICCIT, Брусенцов пришёл к выводу об их неэффективности и непригодности для практического применения. Поэтому в 1972 году совместно с Рамилем Альваресом на базе «Сетуни-70» он начал разработку новой автоматизированной системы обучения, получившей название «Наставник». Дидактической основой АСО стала педагогическая система Яна Амоса Коменского.
При создании обучающей системы разработчики использовали принцип «компьютер+книга»: учебный материал не хранился в компьютере, а представлял собой особенным образом организованную книгу на магнитном носителе. Материал в книге разбивается на пронумерованные секции, содержащие описания рассматриваемых понятий, тексты упражнений с выборочными ответами и справки, разъясняющие ошибочные ответы. Система автоматически вела архив для каждого студента, в который заносились номера упражнений и полученные на них ответы. В процессе разработки системы учёные помимо подсистемы «Обучение», реализовали подсистемы «Экзамен» (1978) и «Тест» (1983), что позволяло осуществлять автоматическую оценку знаний учащихся на промежуточных и итоговых этапах обучения.
Система «Наставник» впервые была опробована 1 марта 1974 года на коллоквиуме по курсу профессора Н. С. Бахвалова «Численные методы». В эксперименте было задействовано около 150 студентов 3 курса факультета вычислительной математики и кибернетики МГУ. Весной 1978 года руководство ВМК одобрило применение в учебном процессе АСО «Наставник» и учебного материала по языку Базисный Фортран. ЭВМ «Сетунь 70» и система «Наставник» были перенесены в здание факультета, и с сентября начались занятия в специально оборудованном классе. В процессе эксплуатации система подтвердила свою высокую эффективность в широком спектре предметов и уровней обучения. В начале 1980-х годов АСО «Наставник» была перенесена на отечественные мини- и микрокомпьютеры и внедрена на факультетах ВМК и Психологии МГУ, школах № 654 и № 710 города Москвы, Военно-инженерной академии имени В. В. Куйбышева, Московском авиационном институте, Софийском университете (Болгария), учебно-производственном комбинате производственного объединения «Завод имени Лихачёва».
Диалоговая система структурированного программирования
Несмотря на запрет, Брусенцов продолжал совершенствование ЭВМ «Сетунь-70». В 1975 году ему путём модификации архитектуры компьютера удалось реализовать команды структурированного программирования на уровне машинного языка. Таким образом он воплотил в жизнь идеи голландского учёного Э. В. Дейкстры. Кроме того, существенно сократилась трудоёмкость разработки программ, обеспечена лёгкость их понимания, версификации и модификации. Однако дальнейшие исследования были прерваны тяжёлой болезнью. В конце 1970-х годов у Брусенцова обнаружили рак, и врачи Всесоюзного центра хирургии, куда он обратился за помощью, посчитали его безнадёжным. Оперировать учёного взялся Б. В. Петровский, благодаря которому Брусенцов через год смог вернуться к работе. В начале 1980-х годов он приступил к разработке диалоговой системы структурированного программирования (ДССП), призванной облегчить разработку программного обеспечения для широкого класса малых цифровых машин.
Несмотря на то, что система разрабатывалась под двоичную ЭВМ, Брусенцов сумел воплотить идеи двухстековой архитектуры и структурированных команд управления, реализованные ранее в ЭВМ «Сетунь-70». Брусенцов придавал большое значение тому, чтобы ДССП была доступна для освоения широкому классу пользователей микрокомпьютерной техники и персональных компьютеров. Для реализации своего замысла при создании системы он применил идею словарной организации системы FORTH и обеспечил диалоговый характер взаимодействия с пользователем на всех стадиях разработки программы. За разработку принципов построения и архитектуры диалоговой системы структурированного программирования и концепции развиваемого адаптивного языка программирования 30 октября 1986 года Н. П. Брусенцов был удостоен Серебряной медали ВДНХ СССР.
Философия Н. П. Брусенцова
Работая над созданием троичной ЭВМ, построенной на троичной логике, Брусенцов пришёл к необходимости реабилитации аутентичной натуралистской логики Аристотеля. Изучая труды древнегреческого философа в оригинале, он пришёл к выводу, что переводчики, а затем философы-стоики исказили первоначальный, истинный смысл логики Аристотеля. Они же приписали ему «Закон исключённого третьего», придуманный Хрисиппом, и авторство двухзначной логики. Позднее, благодаря стараниям Фомы Аквинского, учение о методе Аристотеля «выродилась в практически бесполезную, несовместимую со здравым смыслом и с учением самого Аристотеля схоластику». В своих трудах Брусенцов убедительно доказывает, что логика Аристотеля, утверждающая три статуса истинности высказываний, принципиально является трёхзначной.
В некоторых работах Брусенцов анализирует попытки современных логиков, в том числе Я. Лукасевича, обойти закон исключённого третьего и находит их неудачными. Причину этому Брусенцов видит в том, что они не смогли выявить трёхзначность силлогистики Аристотеля, в которой этот закон уже преодолён. Исследуя так называемую «проблему парадоксов», порождаемую повсеместным употреблением двоичной логики, Брусенцов приходит к выводу, что единственным удачным примером их преодоления является символическая логика Л. Кэрролла, в которой отсутствует порождающий эти парадоксы закон исключённого третьего. Опираясь на методы диаграмм и индексов Кэрролла, Брусенцов пришёл к выводу, что диалектическая логика представляет собой «не тождество и не единство, а сосуществование противоположностей, не конъюнкция, а исключающая дизъюнкция их. Сама суть противоположностей — сосуществование несовместимых, отвергающее исключение третьего». Также Брусенцов чётко разграничивает трёхзначную и так называемую нечёткую логику: если в последней используется «сколько угодно значений истинности», то в трёхзначной логике — только «промежуточное незавершённое третье» (у Аристотеля — κατα συμβεβηκος).
Исследовав и доказывав непротиворечивость и реальность силлогистики Аристотеля, Брусенцов пришёл к выводу, что её возможно выразить на языке алгебры. Он обращается к трудам Г. Лейбница, особо выделяя его «универсальную характеристику». Развивая идею Лейбница, он отмечает, что «простейшими элементами мышления должны быть не буквы-термины, как это обычно полагают, а базисные логические связки, комбинациями которых порождаются все дальнейшие взаимосвязи, возможности конструирования которых безграничны» и делает вывод, что базисные связки алгебры Д. Буля идеально подходят для включения их в алфавит универсальной характеристики Лейбница. Применение связок к выражениям и выявление при этом действующих алгебраических законов дают возможности «исчисления высказываний», или, говоря математическим языком, решать логические уравнения. Тем не менее, Брусенцов отмечает, что булева алгебра хотя и не подвержена семантическим парадоксам, но вследствие принятого априори в этой алгебре закона исключённого третьего вне её пределов остались модальность и силлогистика Аристотеля. Проблему Брусенцов увидел в операции булевого отрицания и предложил способ «упорядочения» алгебры Буля посредством её трёхзначного обобщения. Реконструируя таким образом аристотелеву силлогистику и булеву математику мысли, Брусенцов формулирует понятие «искусства достоверного рассуждения». Искусство достоверного (доказательного) рассуждения по Брусенцову — это неформальное, то есть не проистекающее из формальной логики, выявление и однозначное выражение точного смысла базисных связок (по Лейбницу — «алфавитных характеров») с последующим их конструированием. Сущность связок извлекается из обозначенных ими операций посредством таблиц истинности, а конструирование и исследование взаимосвязей (отношений) осуществляется методами алгебры Буля и её обобщения — разработанной Брусенцовым алгебры совокупностей (алгебры дизъюнктов), а также при помощи наглядного представления отношений на диаграмме Кэрролла.
Кроме того, в работе «Неадекватность двоичной информатики» (2005) Брусенцов впервые в истории мировой информатики ввёл фундаментальное понятие «трит» в качестве  минимальной целой единицы измерения количества информации.
Другие достижения
Кроме научной деятельности Н. П. Брусенцов вёл активную педагогическую и общественную деятельность. С 1972 года на факультете вычислительной техники и кибернетики МГУ он вёл спецкурсы «мини- и микрокомпьютеры», «структурированное программирование», «автоматизированные системы обучения», «введение в троичную информатику». Руководил семинарами, курсовыми и дипломными работами студентов. Подготовил 8 кандидатов наук.
В 1960-х — 1970-х годах был председателем ассоциации вычислительных машин «Сетунь». С 1997 года входил в совет Виртуального компьютерного музея.
Опубликовал (один или в соавторстве) 195 научных работ. Имел 11 авторских свидетельств на изобретения.
Жил в Москве. Умер 4 декабря 2014 года на 90-м году жизни.

## Семья
- Отец, Петр Николаевич (1902—1939) — сын рабочего-железнодорожника. Окончил рабфак, в 1930 году — Днепропетровский химический институт. Участвовал в строительстве Днепродзержинского коксохимического завода, на котором потом работал начальником техотдела[1].
- Мать, Мария Дмитриевна (ур. Чистякова), — заведовала детским садом при заводе[1].
- Супруга Казанская Наталия Сергеевна[27].

Николай был старшим из 3 братьев.

## Награды и звания
- Орден «За заслуги перед Отечеством» IV степени (10.04.1995)[42].
- Орден Отечественной войны II степени (11.03.1985)[43].
- Орден Красной Звезды (25.07.1945)[8].
- Орден «Знак Почёта» (1962)[11].
- Медали, в том числе:
  - медаль «За отвагу» (11.07.1944)[6],
  - медаль «За доблестный труд (За воинскую доблесть). В ознаменование 100-летия со дня рождения Владимира Ильича Ленина» (1970)[11],
  - медаль «За победу над Германией в Великой Отечественной войне 1941—1945 гг.» (09.05.1945)[2],
  - медаль «За взятие Кёнигсберга» (09.06.1945)[2].
- Большая золотая медаль ВДНХ СССР (09.04.1962)[21].
- Серебряная медаль ВДНХ СССР (30.10.1986)[29].
- Заслуженный работник высшей школы Российской Федерации (2001)[11].
- Заслуженный научный сотрудник МГУ (1997)[11].
- Лауреат премии Совета Министров СССР (1982)[11].
- Лауреат премии «За самоотверженное служение истине» (1995)[11].

## Избранные труды
- Брусенцов Н. П., Маслов С. П., Розин В. П., Тишулина А. М. . Малая цифровая вычислительная машина «Сетунь». — М.: Изд-во Моск. ун-та, 1962. — 140 с.
- Брусенцов Н. П., Маслов С. П., Рамиль Альварес Х. . О пригодности малой цифровой машины для автоматизированного управления процессом учёбы // Вычислительная техника и вопросы кибернетики. Т. 11. — М.: Изд-во Моск. ун-та, 1974. — С. 3—11.
- Брусенцов Н. П., Маслов С. П., Рамиль Альварес Х. . Цифровая машина как средство обучения // Вычислительная техника и вопросы кибернетики. Т. 15. — М.: Изд-во Моск. ун-та, 1978. — С. 62—69.
- Брусенцов Н. П., Маслов С. П., Рамиль Альварес Х. . Микрокомпьютерная система обучения «Наставник». — М.: Наука, 1990. — 224 с. — ISBN 5-02-014380-4.
- Брусенцов Н. П. . Начала информатики. — М.: Фонд «Новое тысячелетие», 1994. — 174 с. — ISBN 5-86947-011-0.
- Брусенцов Н. П. . Искусство достоверного рассуждения: Неформальная реконструкция аристотелевой силлогистики и булевой математики мысли. — М.: Фонд «Новое тысячелетие», 1998. — 132 с.
- Брусенцов Н. П. . Трёхзначная интерпретация силлогистики Аристотеля // Историко-математические исследования. Вторая серия, вып. 8 (43). — М.: Янус-К, 2003. — С. 317—327.
- Брусенцов Н. П.  Логика и интеллект // Искусственный интеллект. — Донецк, 2004. — № 2. — С. 28—31.
- Брусенцов Н. П., Владимирова Ю. С.  Компьютеризация булевой алгебры // Доклады Академии наук. — 2004. — Т. 395, № 1. — С. 7—10.
- Брусенцов Н. П., Владимирова Ю. С.  Конструктная компьютеризация силлогистики // Математические методы распознавания образов. — 2007. — Т. 13, № 1. — С. 10—13.
- Брусенцов Н. П.  Адекватность интеллекта и гераклитово сосуществование противоположностей // Таврический вестник информатики и математики. — 2008. — № 1. — С. 97—100.
- Брусенцов Н. П.  Воссоздание аристотелевой безукоризненной силлогистики // Современные информационные технологии и ИТ-образование. — 2010. — Т. 2, № 6. — С. 73—76.

## Авторские свидетельства
Н. П. Брусенцов имел 11 авторских свидетельств на изобретения:
- Сумматор последовательного действия (авторское свидетельство СССР № 133679, 29.02.1960).
- Магнитный двухтактный сдвигающий регистр (авторское свидетельство СССР № 136958, 15.07.1960).
- Троичный счётчик (авторское свидетельство СССР № 145065, 07.02.1961; совместно с С. П. Масловым).
- Логический элемент (авторское свидетельство СССР № 145070, 22.02.1961).
- Сумматор последовательного действия (авторское свидетельство СССР № 160373, 31.03.1961; совместно с А. М. Тишулиной).
- Способ записи информации в постоянном запоминающем устройстве (авторское свидетельство СССР № 170745, 13.05.1964; совместно с С. П. Масловым, В. В. Веригиной).
- Устройство термокомпенсации для феррит-диодных элементов (авторское свидетельство СССР № 222461, 31.03.1967; совместно с М. М. Грудининым).
- Разрядная ячейка преобразователя цифрового кода в напряжение (авторское свидетельство СССР № 228358, 31.03.1967; совместно с М. М. Грудининым).
- Устройство для управления цифровой вычислительной машиной с магазинной памятью (авторское свидетельство СССР № 391562, 07.10.1970).
- Формирователь импульсов тока с заданным соотношением амплитуд (авторское свидетельство СССР № 406297, 25.05.1971).
- Троичный двухтактный регистр (авторское свидетельство СССР №  445077, заявлено 03.03.1972, опубликовано 30.09.1974).

## Документы
- Наградной лист на орден Красной Звезды.
- Приказ по артиллерии 60-го стрелкового корпуса от 25 июля 1945 года.
- Приказ по 571-му артиллерийскому полку 154-й стрелковой дивизии от 11 июля 1944 года.